# 완전 그래프
그래프 이론에서 완전 그래프(完全graph, 영어: complete graph)는 서로 다른 두 개의 꼭짓점이 반드시 하나의 변으로 연결된 그래프이다.

## 정의
(단순) 그래프의 범주 {\displaystyle \operatorname {Graph} } 위에, 그래프를 그 꼭짓점 집합으로 대응시키는 망각 함자 {\displaystyle V\colon \operatorname {Graph} \to \operatorname {Set} }가 존재한다. 이 함자는 오른쪽 수반 함자를 갖는다.
{\displaystyle K\colon \operatorname {Set} \to \operatorname {Graph} }
{\displaystyle V\dashv K}
이 경우, 집합 {\displaystyle S}에 대하여, {\displaystyle K(S)}를 {\displaystyle S} 위의 완전 그래프라고 한다.
구체적으로, 집합 {\displaystyle S} 위의 완전 그래프 {\displaystyle K(S)}는 다음과 같다.
- {\displaystyle V(K(S))=S}
- {\displaystyle uv\in E(K(S))\iff u\neq v}

즉, 완전 그래프는 주어진 꼭짓점들에 대하여 가능한 모든 변들을 갖는 그래프이다.
서로 크기가 같은 두 집합의 완전 그래프는 서로 동형이다. 집합의 크기가 기수 {\displaystyle \kappa }인 집합의 완전 그래프를 {\displaystyle K_{\kappa }}라고 한다.

## 성질
유한 완전 그래프 {\displaystyle K_{n}}은 {\displaystyle n(n-1)/2}개의 변을 가지며, 모든 꼭짓점은 차수 {\displaystyle n-1}을 갖는 정규 그래프이다. 모든 완전 그래프는 그 자체로 클릭을 이룬다.
완전 그래프 {\displaystyle K(S)}의 여 그래프는 무변 그래프 {\displaystyle {\bar {K}}(S)}이다.

## 예
꼭짓점을 1개 ~ 8개 가지는 완전 그래프는 다음과 같다.

- {\displaystyle K_{1}}
- {\displaystyle K_{2}}
- {\displaystyle K_{3}}
- {\displaystyle K_{4}}
- {\displaystyle K_{5}}
- {\displaystyle K_{6}}
- {\displaystyle K_{7}}
- {\displaystyle K_{8}}

## 같이 보기
- 램지의 정리